# Zabójca Rosemary
Zabójca Rosemary (także Morderca Rosemary; ang. The Prowler) – amerykański horror z 1981 roku z modnego w latach 80. XX w. podgatunku slasher. Twórcą projektu jest Joseph Zito, reżyser czwartej części serii Piątek, trzynastego oraz Zaginionego w akcji (1984). Zdjęcia kręcono w New Jersey.

## Opis fabuły
Akcja filmu toczy się w miasteczku Avalon Bay. W dzień balu maturalnego zaczyna dochodzić do makabrycznych mordów. Czy zbrodnie mają związek z zabójstwem pary nastolatków, do którego doszło przed trzydziestoma laty? Kim jest morderca w wojskowym mundurze?

## Obsada
- Vicky Dawson jako Pam MacDonald
- Christopher Goutman jako Mark London
- Lawrence Tierney jako major Chatman
- Farley Granger jako szeryf George Fraser
- Cindy Weintraub jako Lisa
- Lisa Dunsheath jako Sherry
- David Sederholm jako Carl